# Adrian Meronk
Adrian Meronk, född 31 maj 1993 i Hamburg i Tyskland, är en polsk professionell golfspelare som spelar för Liv Golf och på PGA European Tour. Han har tidigare spelat bland annat på Challenge Tour.
Meronk har vunnit fyra European-vinster och en Challenger-vinst. Hans bästa resultat i majortävlingar är delad 23:e plats vid 2023 års The Open Championship.
Han studerade vid East Tennessee State University och spelade golf för deras idrottsförening East Tennessee State Buccaneers.